# Сбарделла, Витторио
Витторио Сбарделла (итал. Vittorio Sbardella; 8 января 1935, Рим, Королевство Италия — 29 сентября 1994, Рим, Италия) — итальянский политик, член фракции Андреотти в Христианско-демократической партии. Известен также по прозвищу Акула.

## Биография
Родился в Риме, в молодости был членом ультра-правых политических движений. Позже присоединился к Итальянскому социальному движению (ИСД), являлся телохранителем секретаря партии Артуро Микелини, а также одним из лидеров молодежной организации партии «Молодая Италия» (итал. Giovane Italia). Тогда же участвовал в Университетском фонте национального действия (итал. Fronte universitario d'azione nazionale).
Вышел из Итальянского социального движения и присоединился к движению Рандольфо Паччарди «Новая Республика». После провала этого политического проекта на выборах 1968 года на время покинул политику, занимался продажей газовых баллонов в Веллетри, имел пекарню в Чезано (Рим).
В начале 1970-х годов присоединился к Партии христианских демократов, где, при протекции другого бывшего члена ИСД Эннио Помпеи, вошел в команду мэра Рима Америго Петруччи. В 1981—1983 гг. был членом парламента и асессором региона Лацио. В 1976—1983 был вице-секретарем, а в 1983—1986 гг. — секретарем партийной организации христианских демократов в Лацио.
На выборах 1987 года был избран в Палату депутатов от Христианско-демократической партии, в 1992 году был переизбран. В обоих случаях он шел вторым номером в списке после Джулио Андреотти в 1987 году и Франко Марини в 1992 году.
Был редактором еженедельной право-консервативной газеты Il Sabato (рус. Суббота), входил во фракцию сторонников Андреотти «Весна», в которой занял место умершего Петруччи. После Франко Эванджелисти возглавил деятельность фракции в регионе Лацио. 
После избрания Андреотти пожизненным сенатором во фракции начались сильные трения, вылившиеся в открытый конфликт, по вопросу о том, кто теперь должен координировать ее деятельность. В результате в апреле 1992 года Сбарделла покинул фракцию, рассорившись с Джузеппе Кьяррапико, Паоло Чирино Помичино и Клаудио Виталоне. После убийства в Палермо Сальво Лимы, который возглавлял фракцию «Весна» на Сицилии и был союзником Сбарделлы, пошли разговоры о причастности к этому событию мафии. 
В начале 1994 года, после роспуска Христианско-демократической партии, Сбарделла присоединился к возрожденной Итальянской народной партии Мино Мартинаццоли, успев пробыть ее членом несколько месяцев вплоть до своей смерти. 
Против Сбарделлы были выдвинуты обвинения в рамках Операции «Чистые руки», качавшиеся деятельности компании Intermetro, оперировавшей строительством и эксплуатацией римского метро. 
Он умер утром 26 сентября 1994 года в своем доме в Риме от рака легких.  

## В массовой культуре
- Витторио Сбарделла был известен по прозвищу «Акула», которым его наградил за громкий смех и грозный вид журналист Джампаоло Панса во время XVIII конгресса Христианско-демократической партии. До этого Сбарделлу также называли «Зверь» и «Помпей Великий», поскольку его офис в Риме находился на одноименной улице (итал. via Pompeo Magno)[1].
- В фильме Паоло Соррентино «Изумительный» (2008 г.) персонажа Витторио Сбарделла играет актёр Массимо Пополицио.